# Christian Stuff
Christian Stuff (ur. 11 sierpnia 1982) – niemiecki piłkarz występujący na pozycji obrońcy.
W 2. Bundeslidze rozegrał 143 spotkania i zdobył 7 bramek.